# We Shall Dance
We Shall Dance è un brano musicale inciso nel 1971 da Demis Roussos e pubblicato come singolo estratto dall'album Fire and Ice. Autori del brano sono lo stesso Demis Roussos (autore della melodia), Harry Chalkitis e Boris Bergman (autore del testo).
Il brano si aggiudicò la vittoria nell'edizione di quell'anno del Festivalbar, mentre il singolo, prodotto dallo stesso Demis Roussos e da Jean-Claude Desmarty e pubblicato su etichetta discografica Philips Records., raggiunse il secondo posto delle classifiche in Italia e il quarto nei Paesi Bassi.
Il brano fu in seguito inserito come bonus track anche in alcune versioni dell'album di Roussos del 1973 Forever and Ever e fu ripubblicato in 45 giri (con un altro brano come Lato B) nel 1987.

## Testo
Il testo afferma che sarà il momento di ballare quando saranno arrivati tempi migliori (attesi con speranza) e che la danza sarà proprio il modo per festeggiare.

## Versione originale del singolo

### Tracce
1. We Shall Dance – 3:32
2. Lord of the Flies – 4:27

### Classifiche
| Classifica  | Posizione massima | Nr. di settimane |
| ----------- | ----------------- | ---------------- |
| Belgio      | 9                 | 11               |
| Francia     | 115               | 1                |
| Germania    | 29                | 6                |
| Italia      | 2                 |                  |
| Paesi Bassi | 4                 | 8                |

## Ripubblicazione (1987)

### Tracce
1. We Shall Dance – 4:27
2. My Reason – 4:55

## Cover
Tra gli artisti che hanno inciso una cover del brano, figurano (in ordine alfabetico):
- Fun Master (singolo del 1996)[6]
- Anders Glenmark (1972; versione in svedese intitolata Någon gång, någonstans)
- Raymond Lefèvre e la sua orchestra[2]
- Paul Mauriat e la sua orchestra[1][2]
- Mónica (versione in spagnolo intitolata Bailaremos)[1]
- Fausto Papetti[2]
- Franck Pourcel e la sua orchestra[2]